# Samuel Lino
Samuel Lino   (Santo André, 23 de desembre de 1999) és un futbolista professional brasiler que juga principalment d'extrem esquerre al Flamengo.

## Carrera de club

### Inicis de la carrera
Nascut a Santo André però criat a São Bernardo do Campo, São Paulo, Lino va jugar a futbol sala per a un equip local abans d'incorporar-se a la formació juvenil del São Bernardo FC el 2016. Va fer el seu debut amb el primer equip amb el club el 21 de maig de 2017, entrant com a substitut a la segona part en la victòria a casa per 1-0 de la Sèrie D contra el Novo Hamburgo.
El 28 de juny de 2017, Lino va acceptar un contracte de cessió amb el Flamengo fins a l'octubre de 2018 i va tornar a la configuració juvenil. La seva cessió es va tallar el juliol de 2018 i va ser assignat al primer equip de São Bernardo per a la Copa Paulista de l'any. El 25 d'agost va marcar el seu primer gol sènior, marcant el tercer gol del seu equip en la victòria a casa per 3-1 contra el Santos B.

### Gil Vicente
El 30 de juny de 2019, Lino es va traslladar a l'estranger i va fitxar per Gil Vicente a la Primeira Liga portuguesa. Va debutar professionalment amb la victòria per 3-2 de la Taça da Liga davant el Desportivo Aves el 3 d'agost.
Lino va marcar el seu primer gol professional el 2 de febrer de 2020, però en una derrota a domicili per 5-1 contra el Moreirense FC. Tot i que només va marcar dues vegades i només va tenir cinc inicis de lliga durant la temporada, encara va renovar el seu contracte fins al 2024 el 29 de juliol de 2020, i posteriorment va començar a jugar amb més regularitat en el seu segon any, marcant onze gols en total.
Lino va marcar 12 gols a la Primeira Liga 2021-22 (que també va incloure un doblet en la victòria a casa per 3-0 contra el CD Tondela el 8 de maig de 2022), ajudant el Gil Vicente a aconseguir la cinquena posició general i la posterior classificació per a la Lliga Europa Conferència de la UEFA 2022–23.

### Atlètic de Madrid
El 8 de juliol de 2022, Lino va arribar a la lliga espanyola, fitxat per l'Atlètic de Madrid amb un contracte de cinc anys.

#### València (cessió)
El 28 de juliol de 2022, Lino es va incorporar al València com a cedit durant tota la temporada.

## Palmarès
Flamengo
- Copa São Paulo de Futebol Júnior: 2018